# Галузинцы
Галузинцы (укр. Галузинці) — село в Деражнянском районе Хмельницкой области Украины.
Население по переписи 2001 года составляло 669 человек. Почтовый индекс — 32226. Телефонный код — 3856. Занимает площадь 4,256 км². Код КОАТУУ — 6821581601.

## Местный совет
32226, Хмельницкая обл., Деражнянский р-н, с. Галузинцы, ул. Фрунзе, 43